# جواد الحرفوشي
الأمير جواد بن سليمان بن حسين الحرفوشي البعلبكي الخزاعي (... – 1832 م)، من أمراء الحرافشة الذين تولوا الحكم في بعلبك وشرقي البقاع اللبناني وحكموا بعلبك وبلادها ما يقارب ثلاثمائة وخمسين عاماً على الأقل، من عام 1497م حتى 1865م، تاريخ القبض على الأمير سلمان ومقتله. وقد انتهى أمرهم إلى النفي خارج بلادهم. ثار الأمير جواد الحرفوشي ضد إبراهيم محمد علي باشا وأثار حوله القلاقل في كافة أرجاء بعلبك والبقاع، وكانت نتيجة ثورته أن قتل على يد شريف باشا والي دمشق. 

## عائلته
- والده: الأمير سليمان بن حسين بن إسماعيل الحرفوشي الخزاعي
- ابن شقيقه الأمير سلمان بن ملحم الحرفوشي المتوفي عام 1866 والذي سمي على اسم جده سليمان بن حسين الحرفوشي.
- ابن شقيقه أيضاً الأمير خنجر بن ملحم الحرفوشي الذي نفي عام 1868.
- ابنه: الأمير محمد بن جواد الحرفوشي

## أحواله
تولّى الأمير جواد الحرفوشي (الملقب بأبي السعود) السلطة بعد الأمير أمين بن مصطفى الحرفوشي، وكان أمين الحرفوشي مواليا للعثمانيين وعند مجيء إبراهيم محمد علي باشا فرّ أمين من بعلبك فعيّن عليها الأمير جواد الحرفوشي عام 1248 هـ / 1831 م.
وبعد ذلك تم عزله من منصبه وعيّن إبراهيم محمد علي باشا مكانه أحمد آغا الدزدار الكردي.

## عصيانه على الدولة ومقتله

### الرواية الأولى

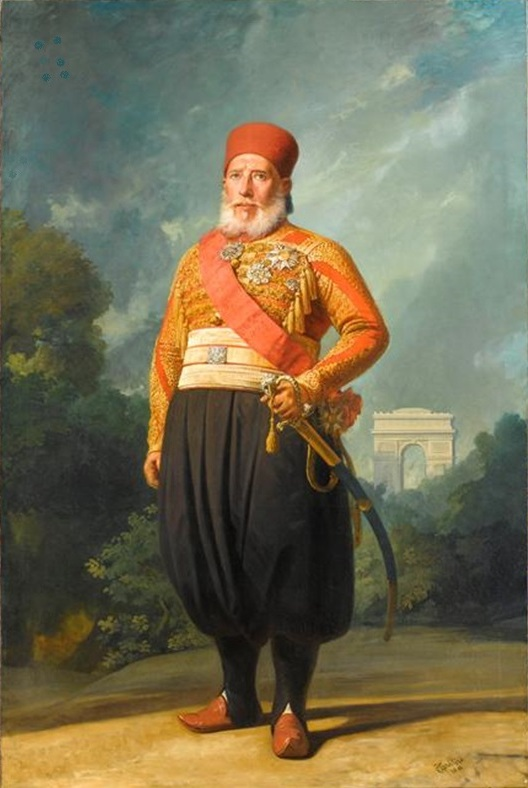
إبراهيم محمد علي باشا

بعد تعيين أحمد آغا الدزدار حاكما في بعلبك، ثار الأمير جواد الحرفوشي ضد إبراهيم محمد علي باشا وأثار حوله القلاقل وخرج من بعلبك على رأس عدد من الفرسان مع أبناء عمومته الأمير سعدون والأمير عيسى والأمير محمد والأمير عساف، واشتبكوا مع فرسان الآغا الذي كان يتعقبهم وأثبتوا عن فروسية وهزموا عساكر أحمد آغا بعد موقعة جرت بالقرب من يبرود. 

على أثرها فر الأمير جواد إلى حمص وظل مطاردا في حمص فطلب الأمان من الأمير بشير الثاني الشهابي الذي أمنه ثم غدر به وسلّمه إلى والي دمشق شريف باشا الذي قتله شر قتلة، ثم عزل أحمد آغا الدزدار وعين مكانه خليل آغا وردة ومن ثم عزل الأخير وعين مكانه الأمير حمد الحرفوشي.

### الرواية الثانية
الرواية الثانية تختلف في أسباب ثورة الأمير جواد على إبراهيم محمد علي باشا وتلتقي مع الراوية الأولى في كيفية غدر الأمير بشير به وتسليمه للوالي الذي قتله، والرواية هي:

بعدما عيّن إبراهيم باشا الأمير جواد الحرفوشي أميرا على بعلبك وتوابعها، ظهر له أن الأمير ذو هوج وشديد القسوة على الرعية، فعزله وعيّن مكانه الأمير حمد، وطلب إليه أن يسكن قرية يبرود على أن يرسل له راتبا شهريا ويعفيه من الضرائب. ثم إن إبراهيم باشا أوقف له راتبه وأوقف عطاياه له، فثار الأمير جواد بوجه إبراهيم باشا، وقطع الطريق على الحاكم الجديد، وجمع حوله الفرسان وعاش مطاردا من المصريين. 

ولما لم يبلغ طلبه من الثورة طلب الأمان فأمّنه والي دمشق وذهب إليه واسترضاه. 

ثم حصل له مشاكل مع الأكراد المحيطين بالوالي، إذ إتهموه أنه اثناء فترة حكمه قتل كرديا وسلبه دراهمه ودفتره وطالبوه برد أمواله فنكر التهمة وخرج من المدينة وتبعه عجاج آغا أحد الأكراد فتقاتلا فقتله الأمير جواد وأصيب هو بجروح.

ولما كان عجاج باشا يخصّ الأمير بشير الثاني الشهابي، خاف جواد الحرفوشي من غضب الأمير فذهب إليه طالبا الأمان فغدر به بشير الشهابي وسلّمه إلى والي دمشق الذي قتله شر قتلة.

## قصائد للسيد محمد الحسيني من آل مرتضى نظمت فيه
قصيدة شهيرة يمدحه فيها:

و قال قصيدة أخرى يمدحه فيها منها هذه الأبيات:

و قصيدة ثالثة قال فيها:

## مقتله
قتل في دمشق على يد واليها شريف باشا عام 1832 م / 1248 هـ